# José Fernando de Saxe-Coburgo-Gota
José Fernando de Saxe-Coburgo e Bragança (Rio de Janeiro, 21 de maio de 1869 — Wiener Neustadt, 13 de agosto de 1888), foi um membro da família imperial brasileira, neto do imperador Pedro II. Era o terceiro filho da princesa Leopoldina e do príncipe Luís Augusto, Duque de Saxe. Ele foi o primeiro neto do imperador a falecer, aos dezenove anos, na Áustria.

## Biografia

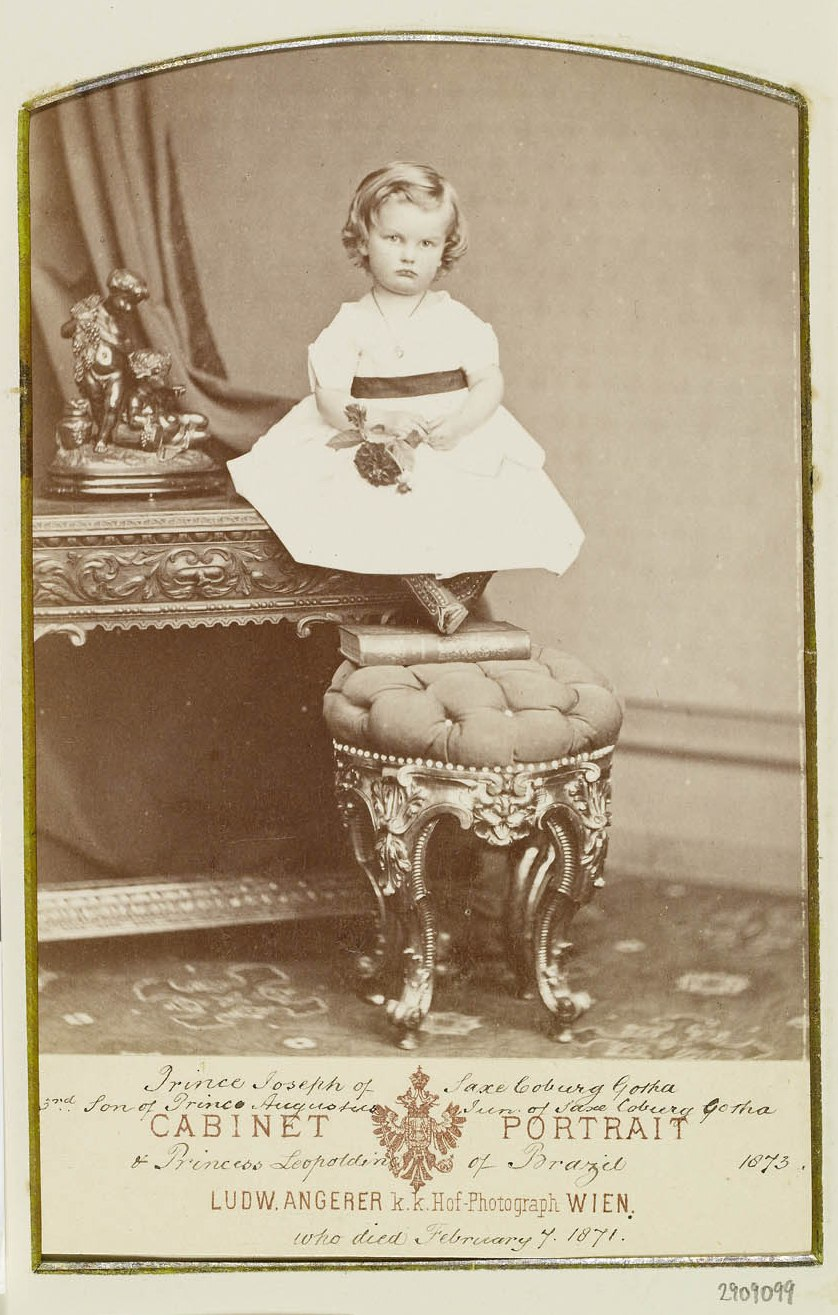
O príncipe José Fernando quando criança

José Fernando nasceu no Palácio Leopoldina no Rio de Janeiro, Império do Brasil. Era o terceiro filho da princesa Leopoldina do Brasil, e de seu marido o príncipe Luís Augusto de Saxe-Coburgo-Gota. Por meio de sua mãe, o príncipe é, portanto, neto do imperador Pedro II do Brasil e de sua esposa, a princesa Teresa Cristina das Duas Sicílias, enquanto, por meio de seu pai, era neto do príncipe Augusto de Saxe-Cobourgo-Gota e de sua esposa, a princesa Clementina d'Orléans.
Após a morte de sua mãe de febre tifoide em 7 de fevereiro de 1871, um conselho de família é realizado para decidir o destino de José e seus irmãos órfãos. De acordo com os desejos de seus avós brasileiros, enquanto os dois mais velhos, Pedro e Augusto, se estabelecem, em Março de 1872 com os avós, no Brasil e são feitos príncipes do Brasil e herdeiros da coroa, os dois filhos mais novos, José e Luís, moram com o pai, que opta por ficar na Áustria.

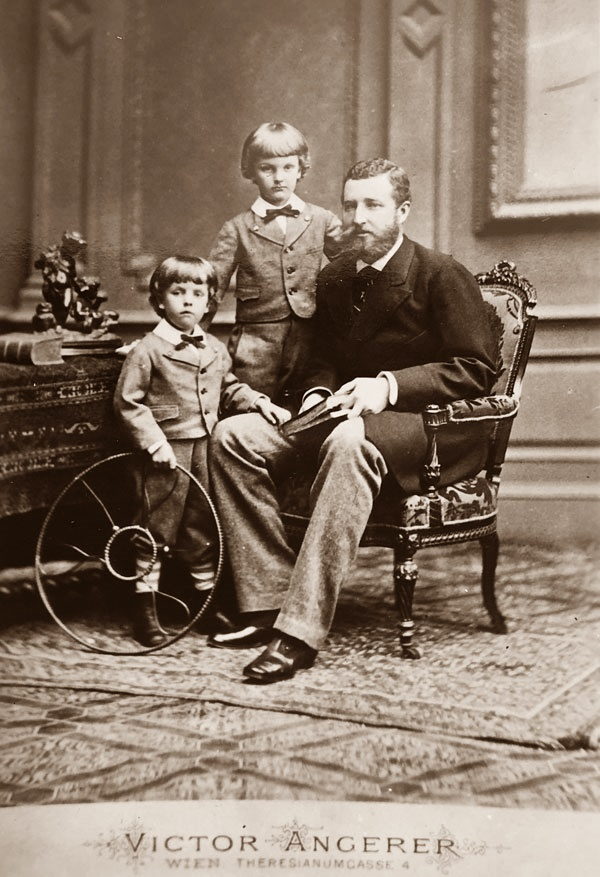
José com seu irmão Luís Gastão e seu pai Luís Augusto

José estudou na escola militar em Wiener Neustadt como oficial cadete. Em Maio de 1888, em Viena, o imperador Francisco José e a imperatriz Isabel da Áustria inauguram um monumento em homenagem à Imperatriz Maria Teresa. Sob o olhar de sua avó Clementina, cheio de orgulho, o jovem desfila com seus colegas. Três meses depois, ao retornar das manobras militares, José contraiu pneumonia considerada suficientemente grave para exigir a administração dos últimos ritos no início do mês de agosto. No hospital da escola militar, ele então recebe a visita de sua avó, com quem ele discute suas futuras caçadas em Schladming. Sua condição parece estar melhorando, mas na noite de 13 de agosto, ele está nas garras de uma crise de asfixia que de repente o conquista e o príncipe morre. Seus companheiros acompanham seu caixão até a estação a fim de transferi-lo para a necrópole de Saxe-Coburgo. Ele está sepultado na Igreja de Santo Agostinho (Coburgo).

## Títulos
- 21 de maio de 1869 – 13 de agosto de 1888: Sua Alteza Real, o Príncipe José Fernando de Saxe-Coburgo-Gota, Duque da Saxônia